# Бертлз, Джон
Джон Генри Бертлз (англ. John Henry Birtles; 1874 — 4 февраля 1935) — британский регбист, серебряный призёр летних Олимпийских игр 1900.
На Олимпийских играх Бертлз входил в сборную Великобритании, которая в единственном матче проиграла Франции со счётом 21:8, получив серебряные медали.